# 1089 Тама
1089 Тама (1089 Tama) — астероїд головного поясу, відкритий 17 листопада 1927 року.
Тіссеранів параметр щодо Юпітера — 3,641.
Названо на честь річки Тама (яп. たま(多摩) тама).